# Edward D. Hoch
Edward Dentinger Hoch (efternamnet rimmar på det engelska namnet Coke), född 22 februari 1930 i Rochester, New York, död 17 januari 2008 i Rochester, New York, var en amerikansk deckarförfattare som specialiserade sig på noveller. Men han skrev också fem romaner. I maj 2007 hade Hoch publicerat 938 noveller.
Hoch började skriva på 1950-talet. Hans första publicerade text kom ut 1955 i Famous Detective Stories. I december 1962 kom hans första berättelse i Ellery Queen's Mystery Magazine, och sedan dess har EQMM publicerat över 450 av hans historier. Tidskriften hade minst en novell av Hoch i varje nummer med början i maj 1973. Dessutom var Hoch en av de mest prisade av alla deckarförfattare. Han vann en Edgar, fick Grand Master Award från Mystery Writers of America och pris för sitt livsverk av The Private Eye Writers of America.
Hans sammanlagda produktion var över 900 noveller (samt ett antal romaner), varav merparten inte samlats för bokutgivning, utan endast tryckts i olika tidskrifter.
De flesta av Hochs noveller tillhör den klassiska skolan, med pusselgåtor och omöjliga brott, snarare än realism och spänning. De har täta intriger och spelar rent spel med läsaren. Ett vanligt tema är det omöjliga brottet, bland annat det låsta rummet.
Några av de pseudonymer som Hoch använde när han skrev för olika tidskrifter var: "Stephen Dentinger", "R. L. Stevens", "Pat McMahon", "Anthony Circus" och "Mr. X". Vid flera tillfällen har han på det sättet haft med två noveller i samma nummer av EQMM.
Hoch använde sig av många problemlösare i sina noveller, varav flera gjort ett större antal framträdanden:
- Jeffery Rand, brittisk spion
- kommissarie Jules Leopold
- Michael Vlado, rumänsk zigenarhövding
- Sam Hawthorne, byläkare som alltid berättar om fall som han råkade ut för på 1920-talet
- Nick Velvet, tjuven som bara stjäl värdelösa föremål
- Simon Ark, specialist på det ockulta och förmodligen mer än 2000 år gammal
- Ben Snow, revolverman i 1800-talets Vilda västern
- Stanton och Ives, ungdomar som reser som internationella kurirer
- Alexander Swift, agent för George Washington i USA:s barndom